# 芒贡维尔
芒贡维尔（法語：Mangonville，法語發音：[mɑ̃ɡɔ̃vil]）是法国默尔特-摩泽尔省的一个市镇，位于该省南部，属于南锡区。

## 地理
芒贡维尔（48°27'22"N, 6°17'21"E）面积3.85 平方千米，位于法国大東部大區默尔特-摩泽尔省，该省份为法国东北部内陆省份，是洛林的一部分，北邻比利时、卢森堡，北起顺时针与摩泽尔省、下莱茵省、孚日省和默兹省接壤。
与芒贡维尔接壤的市镇（或旧市镇、城区）包括：勒梅尼勒米特里、班维尔欧米鲁瓦尔、拉讷沃维尔-德旺巴永、罗维尔德旺巴永、维尔库尔。

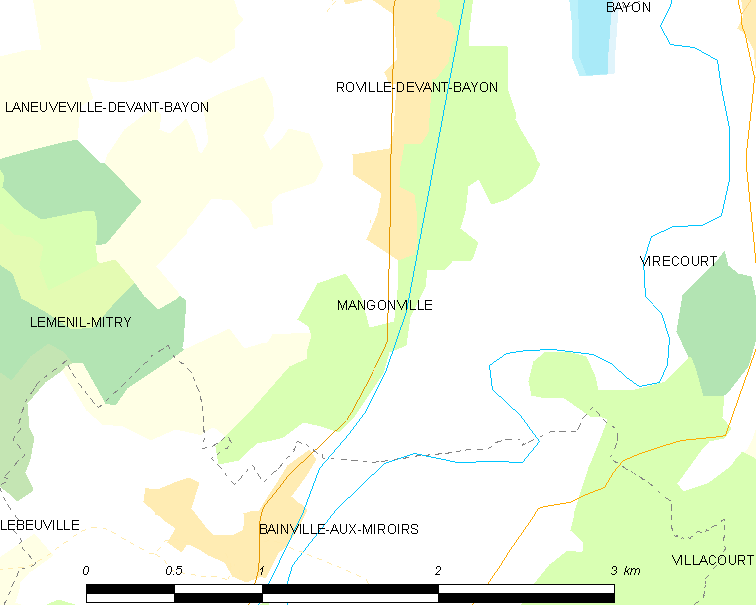
芒贡维尔的OSM定位图

芒贡维尔的时区为UTC+01:00、UTC+02:00（夏令时）。

## 行政
芒贡维尔的邮政编码为54290，INSEE市镇编码为54344。

## 政治
芒贡维尔所属的省级选区为梅讷欧桑图瓦县。

## 人口

1962-2008年间芒贡维尔人口变化图示

芒贡维尔于2022年1月1日时的人口数量为209人。